# Todor Živkov
Todor Hristov Živkov (Pravec, 7. rujna 1911. – Sofija, 5. kolovoza 1998.), komunistički vođa Bugarske od 4. ožujka 1954. do 10. studenog 1989. godine.

## Životopis
Rodio se u malom selu Pravcu, kao sin siromašnih seljaka. U mladosti se preselio u Sofiju gdje traži zaposlenje. Priključio se omladinskom krilu, tada ilegalne, Komunističke partije Bugarske.
Tijekom Drugog svjetskog rata, bori se protiv nacističkih okupatora. Nakon rata postaje zapovjednik Narodne paravojske te u Sofiji uhićuje tisuće ljudi koji postaju politički zatvorenici. Uz pomoć SSSR-a, 1951. popeo se u Politbiro, a kasnije i na mjesto sekretara KPB-a. Time je de facto postao šef države jer komunističke tvorevine ne poznaju položaje predsjednika i premijera.
Svoju djecu je gurao na važne političke funkcije, te mu je kćer postala ministrica kulture uvevši nove ideje koje stara garda nije prihvatila. Zet mu je postao predsjednik Bugarskog olimpijskog odbora.
Razvijao je industriju, provodio politiku kolektivnih farmi, a proizvodila su se i računala.
Tijekom 1970-ih sagrađena je i jedina bugarska nuklearna elektrana, a lansirali su i prvog astronauta.
Georgi Markov, bugarski disident, ubijen je 11. rujna 1978. u Londonu bugarskim kišobranom, rekao je :"Živkov je predaniji Sovjetskom savezu nego sami sovjetski vođe".
Pokušao je provesti neku vrstu glasnosti i perestrojke, ali mu nije uspjelo. 1989. nastao je veliki egzodus Turaka iz Bugarske u Tursku, jer je Živkov došao na ideju da imena etničkih Turaka u Bugarskoj bugarizira.
U studenom 1989. je sišao s vlasti, kao komunistički vođa s najdužim stažom među narodima Sovjetskog bloka.
Protiv njega je bio pokrenut neuspjeli puč 1965. godine, kojeg su osmislili disidentski vojni časnici i članovi Partije. Vodio je i bugarske snage u invaziji na Čehoslovačku.
Uhićen je u siječnju 1990. godine i osuđen na zatvorsku kaznu koju je služio u kućnom pritvoru. Vrhovni sud oslobodio ga je 1996. godine. Umro je od upale pluća u Sofiji. Iako mu nije dan državni pogreb, ipak je na njemu bilo mnogo ljudi.